# (2401) Aehlita
(2401) Aehlita ist ein Asteroid des mittleren Hauptgürtels, der von der sowjetischen Astronomin Tamara Smirnowa am 2. November 1975 am Krim-Observatorium in Nautschnyj (IAU-Code 095) entdeckt wurde. Sichtungen des Asteroiden hatte es vorher schon am 9. Februar 1954 unter der vorläufigen Bezeichnung 1954 CP am Goethe-Link-Observatorium in Indiana gegeben sowie am 18. und 20. November 1957 (1957 WC) an der Sternwarte am purpurnen Berg bei Nanjing.
Der italienische Astronom Vincenzo Zappalà hat unter Zuhilfenahme einer hierarchischen Clusteranalyse in einer Publikation von 1995 (et al.) eine Zugehörigkeit des Asteroiden zur Liberatrix-Familie hochgerechnet, einer nach (125) Liberatrix benannten Gruppe von Asteroiden. Nach neuerer Definition der AstDyS-2-Datenbank ist (2401) Aehlita Mitglied der Agnia-Familie, einer Gruppe von Asteroiden, die vor maximal 140 Millionen Jahren durch das Auseinanderbrechen eines großen Körpers entstanden ist und nach ihrem größten Mitglied (847) Agnia benannt wurde. Die zeitlosen (nichtoskulierenden) Bahnelemente von (2401) Aehlita sind fast identisch mit denjenigen von neun weiteren kleineren (wenn man von der Absoluten Helligkeit ausgeht) Asteroiden: (227454) 2005 WJ99, (319181) 2005 YH125, (320292) 2007 RO221, (368004) 2012 FB53, (417189) 2005 WV169, (445656) 2011 UD67, (490541) 2009 VN48, 2010 EY66 und 2010 TX223.
Nach der SMASS-Klassifikation (Small Main-Belt Asteroid Spectroscopic Survey) wurde bei einer spektroskopischen Untersuchung von Gianluca Masi, Sergio Foglia und Richard P. Binzel bei (2401) Aehlita von einer hellen Oberfläche ausgegangen, es könnte sich also, grob gesehen, um einen S-Asteroiden handeln. Die tatsächliche Albedo wurde mit 0,288 (±0,040) bestimmt.
Der mittlere Durchmesser von (2401) Aehlita wurde mit 8,621 km (±0,094) berechnet.
Der Asteroid wurde am 8. Februar 1982 nach Aehlita (Аэлита, auch Ae͏̈lita und Aelita) benannt, der Protagonistin des gleichnamigen Marsromanes des sowjetischen Schriftstellers Alexei Nikolajewitsch Tolstoi aus dem Jahre 1922. Nach Alexei Nikolajewitsch Tolstoi wurde 1994 der Asteroid (3771) Alexejtolstoj benannt.